# تیم ملی والیبال مردان بنگلادش
تیم ملی والیبال مردان بنگلادش تیم ملی والیبال بنگلادش نماینده این کشور در تورنمنت‌های بین‌المللی و دوستانه است. این تیم در رده‌بندی جهانی اف‌آی‌وی‌بی (اوت ۲۰۲۰) رتبه ۶۵ام را دارا است.